# Петров, Александр Петрович (борец)
Алекса́ндр Петро́вич Петро́в (23 сентября 1876, Елец, Орловская губерния — февраль 1941, Ленинград) — русский борец греко-римского стиля, серебряный призёр летних Олимпийских игр 1908. Первый в истории русский спортсмен ставший призёром Олимпийских игр.

## Биография
Родился в семье купца и почётного гражданина города Ельца, окончил 2-ю Московскою гимназию и естественнонаучное отделение Императорского Московского университета, затем переехал в Санкт-Петербург, где во время обучения в Императорской Военно-медицинской академии присоединился к Санкт-Петербургскому атлетическому обществу и увлёкся французской борьбой.
В 1901 году - младший врач 7-го запасного пехотного полка. С 1902 года - ассистент кафедры нормальной анатомии Военно-медицинской академии. В 1905 году - прозектор на кафедре судебной медицины и токсикологии.
Серебряный призёр чемпионата России по французской борьбе среди любителей 1906 года и бронзовый призёр 1907 года.
На Играх 1908 в Лондоне Петров соревновался в весовой категории свыше 93,0 кг. Выиграв две схватки, он проиграл в финале Рихарду Вейсу и завоевал серебряную медаль. В дальнейшем выигрывал и занимал призовые места в плавании, лыжном и конькобежном спорте, лёгкой атлетике, фехтовании и велосипедном спорте.
С 1909 по 1915 год вёл курс лечебной гимнастики в Петербургском психоневрологическом институте. 
В 1917 году поддержал Октябрьскую революцию. Обучал красноармейцев основам борьбы и приемам джиу-джитсу. Преподавал в Институте физической культуры имени П.Ф. Лесгафта и Педагогическом институте имени А.И. Герцена. Был преподавателем в Высших театральных мастерских, созданных Всеволодом Мейерхольдом. В 1924 году стал ведущим экспертом-биологом в ленинградском бюро судебно-медицинской экспертизы, где трудился до своей смерти в феврале 1941 года.
Один из основателей спортивной медицины в Советском Союзе.
В 1938 году, из-за наследственного заболевания сосудов, прошёл ампутацию правой ноги.
Похоронен на Большеохтинском кладбище Санкт-Петербурга. В 2015 году в городе Елец, где он родился, была открыта мемориальная доска.

## Семья
Жена — Серафима (упоминается также, как Серифима) Зверева.